# Dendrocerus aphidum
Dendrocerus aphidum is een vliesvleugelig insect uit de familie van de Megaspilidae. De wetenschappelijke naam van de soort is voor het eerst geldig gepubliceerd in 1877 door Rondani.